# Marineamt
Das Marineamt (MarA) war eine Höhere Kommandobehörde der Deutschen Marine, die von 1965 bis 2012 bestand. Der Stab des Marineamts war zuletzt in Rostock stationiert, Teile des Stabes an den Standorten Wilhelmshaven, Bremerhaven und Berlin. Im Zuge der Neuausrichtung der Bundeswehr wurden der Führungsstab der Marine, das Flottenkommando und das Marineamt am 1. Oktober 2012 zum Marinekommando mit Sitz in Rostock zusammengeführt.

## Aufgaben
Das Marineamt unterstützte das Flottenkommando bei der Herstellung der personellen und materiellen Einsatzbereitschaft der Marine. Es war verantwortlich für die Ausbildung des Personals und die Beschaffung und Instandhaltung des Materials, soweit diese in der Verantwortung der Marine lagen.

## Geschichte
Bereits im Jahr 1957 beabsichtigte die Marineführung den Aufbau eines Marineamts, das für allgemeine Aufgaben der Marine zuständig sein sollte. Die hierfür aufgestellte Zentrale Marinedienststelle musste jedoch bereits 1959 wieder aufgelöst werden.

### Gliederung 1965
1965 wurde das Marineamt durch Zusammenführung des vormaligen Zentralen Marinekommandos mit Teilen des aufgelösten Kommandos der Flottenbasis aufgestellt. Es hatte seinen Sitz in Wilhelmshaven und war in sechs Inspektionen gegliedert, denen die Schulen der Marine und einige andere Dienststellen unterstanden.
- Inspektion der Erziehung und Bildung in der Marine
- Inspektion der Marinewaffen
- Inspektion der Schiffstechnik
- Inspektion des Marineführungsdienstes
- Inspektion der Marineversorgung
- Inspektion des Marinesanitätsdienstes

Dem Amtschef direkt unterstellt waren:
- Stammdienststelle der Marine
- Materialamt der Marine
- Schiffsübernahmekommando

1968 wurden die Versuchsstellen und das Schiffsübernahmekommando im Kommando für Truppenversuche der Marine zusammengefasst. Zum 1. April 1968 wurde die Inspektion für Angelegenheiten der Marinerüstung mit dem Admiral der Marinerüstung eingerichtet. Am 1. Juli 1968 wurde das Kommando für Marineführungssysteme der neuen Inspektion unterstellt, genauso wie zum 1. September 1968 das Kommando für Truppenversuche der Marine.

### Reorganisationen
Im September 1973 wurden die Inspektionen aufgelöst und daraus drei Abteilungen gebildet.

#### Gliederung Oktober 1973
- Abteilung I Ausbildung, zugleich Admiral der Offizier- und Unteroffizierausbildung der Marine
- Abteilung II Rüstung, zugleich Admiral für Angelegenheiten der Marinerüstung
- Abteilung III Marinesanitätsdienst, zugleich Admiralarzt der Marine
- Abteilung Betrieb: wurde im Oktober 1974 dem Marineunterstützungskommando zugeteilt

Am 1. Oktober 1974 wurde das Marineunterstützungskommando (MUKdo) als dritte Höhere Kommandobehörde der Marine aufgestellt, die für die direkte Unterstützung der Flotte zuständig war. Das Marineamt blieb für grundsätzliche Angelegenheiten der Ausbildung und Marinerüstung verantwortlich. Im Rahmen dieser Reorganisation wurden die Inspektionen aufgelöst und drei neue Abteilungen Ausbildung, Rüstung und Sanitätsdienst aufgestellt. 1997 verlegte das Marineamt seinen Sitz nach Rostock. Mit der Indienststellungsmusterung durch den damaligen Bundesminister der Verteidigung Volker Rühe am 29. Januar 1998 war der Umzug abgeschlossen.
Im Zuge einer weiteren Reorganisation der Marine wurden im Jahr 2001 die Stäbe des Marineamtes und des Marineunterstützungskommandos zusammengeführt. Der Amtschef des Marineamtes übernahm gleichzeitig die Aufgaben des Kommandeurs MUKdo. Das Marineunterstützungskommando wurde zum 30. September 2002 aufgelöst und das Marineamt übernahm dessen Aufgaben sowie die Führung der Marinestützpunkte. Die Abteilung Logistik verlegte 2003 von Wilhelmshaven nach Rostock und wurde vorübergehend in einem angemieteten Gebäude der DSR im Rostocker Seehafen untergebracht.

### Organisation 2002–2012
Das Marineamt wurde vom Amtschef, einem Konteradmiral, geführt. Ihm unterstand der Stab des Marineamts mit einer Anzahl nachgeordneter Dienststellen.

#### Stab des Marineamts

Der Stab des Marineamts

Innerhalb des Marineamts unterstanden dem Amtschef der Chef des Stabes, der die militärischen Stabsabteilungen führte, und der Leiter der Fachabteilungen, der zugleich Stellvertreter des Amtschefs war. Dem Leiter der Fachabteilungen, einem Flottillenadmiral, unterstanden sechs Fachabteilungen. Den beiden größeren Abteilungen standen ebenfalls ein Flottillenadmiral vor.
Die Abteilung Marinerüstung und -logistik (MRL) war zuständig für das Rüstungsmanagement bei der Beschaffung neuen Wehrmaterials (zusammen mit dem BWB), und die logistische Unterstützung in der Nutzung von Waffensystemen der Marine. Die Abteilung wurde vom Admiral Marinerüstung und -logistik (AMRL) geführt.
Die Abteilung Weiterentwicklung und Ausbildung (WA) ist zuständig für die Weiterentwicklung der Marine und für die Ausbildung an den Schulen der Marine (Ausbildungsweisungen, Lehrinhalte). Die Führung der Abteilung lag beim Admiral Weiterentwicklung und Ausbildung (AWA).
Die Abteilung Organisation Marine diente der strukturellen Weiterentwicklung der Marine gemäß den Vorgaben der Konzeption der Bundeswehr und anderer Grundlagendokumente. Sie war unter anderem zuständig für personelle und Organisationsfragen, Controlling sowie die Einführung des Verfahrens SASPF und wurde von einem Kapitän zur See geleitet.
Die Abteilung Geoinformationswesen leistete Grundlagenarbeit zum Geoinformationswesen der Marine und gehörte fachlich zum Geoinformationsdienst der Bundeswehr. Sie war vor allem für die Pflege von Unterwasserdaten und für maritime Meteorologie zuständig.
Die Abteilung Verwaltung war für die Haushaltsangelegenheiten des Marineamts und zivilrechtliche Vertragsangelegenheiten zuständig.
Der Beauftragte für Havarieuntersuchungen der Marine untersucht Havarien und ähnliche Unfälle mit Marineschiffen. Er untersteht fachlich direkt dem Inspekteur der Marine und wurde nahezu unverändert in das Marinekommando übernommen.

Der unterstellte Bereich des Marineamts

#### Unterstellte Dienststellen
Die dem Marineamt nachgeordneten Dienststellen unterstanden nicht direkt dem Amtschef, sondern einem der drei anderen Admirale.
Dem Leiter Fachabteilungen unterstand das Kommando Marineführungssysteme in Wilhelmshaven.
Dem Admiral Marinerüstung und -logistik (AMRL) unterstanden die Marinestützpunkte und das Kommando für Truppenversuche der Marine in Eckernförde. Das Marinestützpunktkommando Wilhelmshaven war die truppendienstlich vorgesetzte Dienststelle für alle Stützpunkte.
Dem Admiral Weiterentwicklung und Ausbildung (AWA) unterstanden die Schulen der Marine.

### Amtschefs

Kommandozeichen des Amtschefs Marineamt
Flagge eines Konteradmirals

| Nr. | Name                          | Beginn der Amtszeit | Ende der Amtszeit | Bemerkungen                                                                                      |
| --- | ----------------------------- | ------------------- | ----------------- | ------------------------------------------------------------------------------------------------ |
| 14  | KAdm Horst-Dieter Kolletschke | 2010                | 2012              | Auflösung des Marineamtes                                                                        |
| 13  | KAdm Axel Schimpf             | 2008                | 2010              | anschließend Inspekteur der Marine                                                               |
| 12  | KAdm Ulrich Otto              | 2003                | 2008              |                                                                                                  |
| 11  | KAdm Wolfgang E. Nolting      | 2000                | 2003              | 2000–2001 zugleich Kommandeur Marineunterstützungskommando, anschließend Befehlshaber der Flotte |
| 10  | KAdm Frank Ropers             | 1998                | 2000              |                                                                                                  |
| 9   | KAdm Hans Lüssow              | 1997                | 1998              | anschließend Inspekteur der Marine                                                               |
| 8   | KAdm Jürgen Geier             | 1. Okt. 1991        | 1996              |                                                                                                  |
| 7   | KAdm Hein-Peter Weyher        | 1. Apr. 1988        | 30. Sep. 1991     | anschließend Inspekteur der Marine                                                               |
| 6   | KAdm Dieter Franz Braun       | 1. Apr. 1985        | 31. März 1988     | anschließend Befehlshaber der Flotte                                                             |
| 5   | KAdm Horst Geffers            | 1. Okt. 1977        | 31. März 1985     |                                                                                                  |
| 4   | KAdm Otto Ites                | 1. Apr. 1975        | 30. Sep. 1977     |                                                                                                  |
| 3   | KAdm Günter Luther            | 1. Okt. 1972        | 31. März 1975     | anschließend Inspekteur der Marine                                                               |
| 2   | KAdm Günter Kuhnke            | 1. Apr. 1966        | 30. Sep. 1972     |                                                                                                  |
| 1   | KAdm Albrecht Obermaier       | 1. Okt. 1965        | 31. März 1966     | zuvor Kommandeur des Zentralen Marinekommandos                                                   |

### Chef des Stabes und Stellvertreter (Auswahl)
- Kapitän zur See Wilhelm Verlohr: von der Aufstellung bis 31. März 1967
- Kapitän zur See Reinhart Ostertag: vom 1. April 1967 bis 31. März 1968
- Flottillenadmiral Gerd Schreiber: vom 1. April 1968 bis 31. März 1971
- Flottillenadmiral Otto Ites (später Amtschef): vom 1. April 1971 bis 31. März 1975
- Flottillenadmiral Horst Wenig: vom 1. April 1975 bis 31. März 1980
- Flottillenadmiral Horst Oehlke: vom 1. April 1980 bis 31. Dezember 1981
- Flottillenadmiral Alfred Werner: vom 1. Januar 1981 bis 30. September 1984
- Flottillenadmiral Friedrich Remde: vom 1. Oktober 1984 bis 31. März 1986
- Flottillenadmiral Kurt Fischer: vom 1. April 1986 bis 30. September 1988
- Flottillenadmiral Hansdieter Christmann: vom 1. Oktober 1988 bis 30. September 1990
- Flottillenadmiral Jürgen Geier: vom 1. Oktober 1990 bis 30. September 1991
- Kapitän zur See Klaus Jancke: vom 1. Oktober 1991 bis 25. März 1992
- Kapitän zur See Klaus Dingeldein: vom 26. März 1992 bis 31. Dezember 1994
- Kapitän zur See Klaus Hecker: vom 1. Januar 1995 bis 1996
- Kapitän zur See Hans-Jürgen Gennert: 1997 bis 2001
- Kapitän zur See Klaus-Dieter Schultz: 2001/2002
- Flottillenadmiral Hubert Haß: von 2002 bis 12. Mai 2006
- Flottillenadmiral Horst-Dieter Kolletschke (später Amtschef): ab Juni 2006
- Kapitän zur See Frank Lenski: von 2007 bis 2009